# Milánské vévodství
Milánské vévodství (italsky Ducato di Milano, latinsky Ducatus Mediolani nebo Ducatus Mediolanensis) byl stát ležící v severní Itálii existující v letech 1395–1797. Milán byl součástí Svaté říše římské a vládlo zde několik dynastií. Ačkoliv během staletí se území ovládané milánskými vévody měnilo, většinou vévodství zabíralo většinu moderní Lombardie, včetně Milána a Pavie, tradiční centra starého Italského království. Do 16. století byla součástí Milánského vévodství také Parma, která se poté odštěpila a stala se centrem nového Parmského vévodství.

## Historie

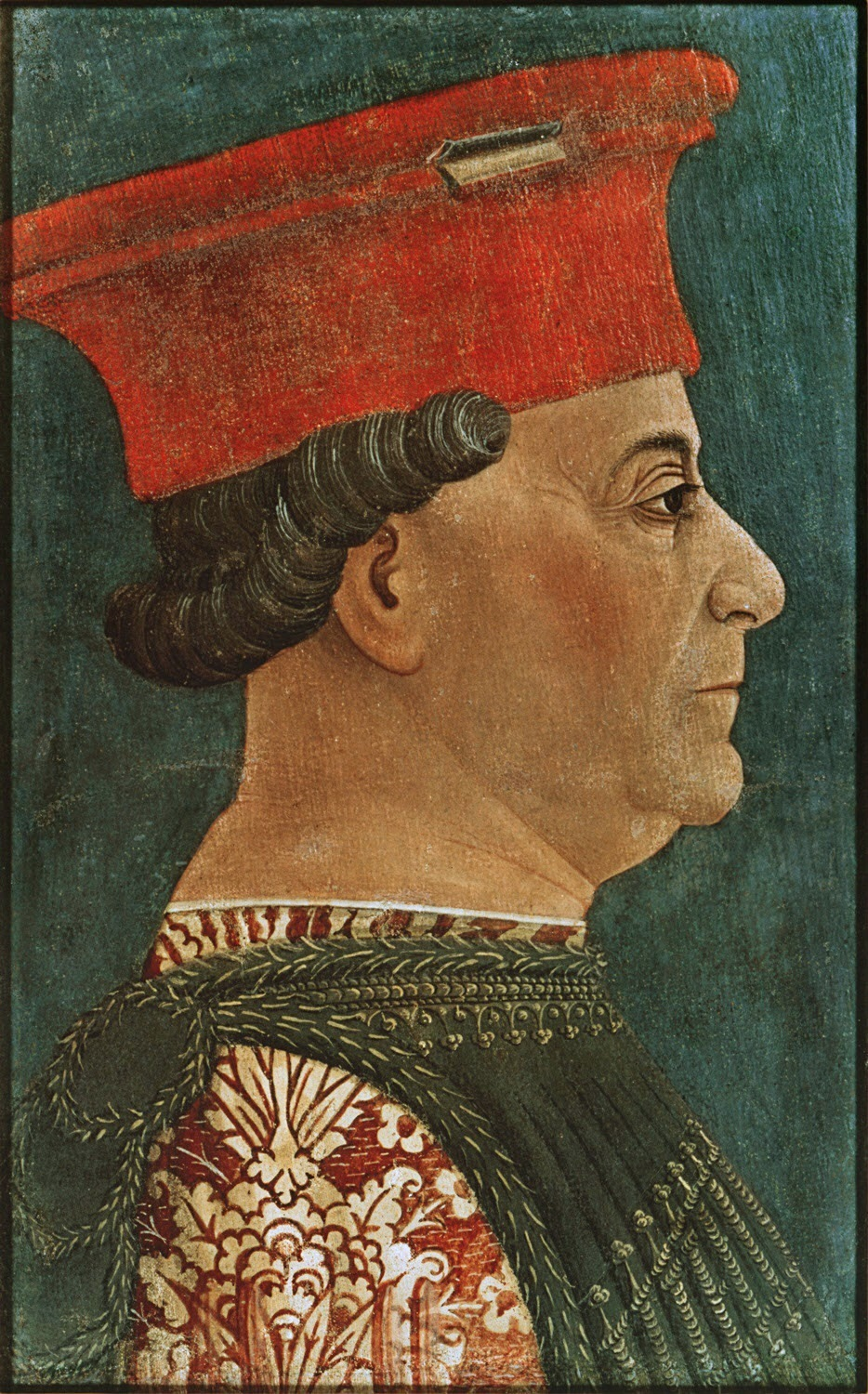
První milánský vévoda z rodu Sforza Francesco I.

Milánské vévodství založil roku 1395 pán Milána Gian Galeazzo Visconti. Když roku 1447 vládnoucí rod Viscontiů vymřel v mužské linii, prohlásil se Milán republikou (Ambrosiánská republika) navzdory faktu, že vévoda Karel Orleánský byl legitimním nástupcem na milánský trůn. Avšak vévoda z Orléansu své nároky nedokázal prosadit a ani Ambrosiánská republika neměla dlouhého trvání. Italský žoldnéř a dobrodruh Francesco I. Sforza, který se oženil s poslední nelegitimní dcerou z rodu Viscontiů, se roku 1450 zmocnil Milána a prohlásil se vévodou.
V roce 1498 se nový orleánský vévoda stal francouzským králem jako Ludvík XII. V boji o milánský vévodský stolec si Ludvík XII. počínal mnohem důrazněji než jeho otec. Roku 1499 Francouzi vtrhli do severní Itálie a vyhnali sforzského vévodu Ludovica. Až do roku 1513 v Miláně vládli Francouzi, kteří byli v tomto roce ze země vyhnáni Švýcary. Ti do Milána dosadili Ludovicova syna Massimiliana Sforzu. Jeho vláda však netrvala dlouho. Roku 1515 francouzská armáda, tentokrát pod velením nového krále Františka I., do severní Itálie přišla znovu a v bitvě u Marignana vybojovala kontrolu nad oblastí a vévodu Massimiliana zajala. Roku 1521 byla Francie z Milána znovu vytlačena, tentokrát Rakušany, a ti na trůn dosadili Massimilianova mladšího bratra Francesca II.
Následovala těžká porážka Francie v bitvě u Pavie roku 1525, ale když se zdálo, že císař Karel V. začíná pomocí vojska dominovat v Itálii, Francesco II. se spolu s Benátkami, Florencií, papežem Klementem VII. a Francií spojil proti římsko-německému císaři. Tento krok měl za následek rychlé vyhnání Francesca II. z Milána císařskými vojsky. Francesco II. si však podržel pod kontrolou ostatní města vévodství, a do Milána byl znovu dosazen mírovou dohodou z Cambrai roku 1529.

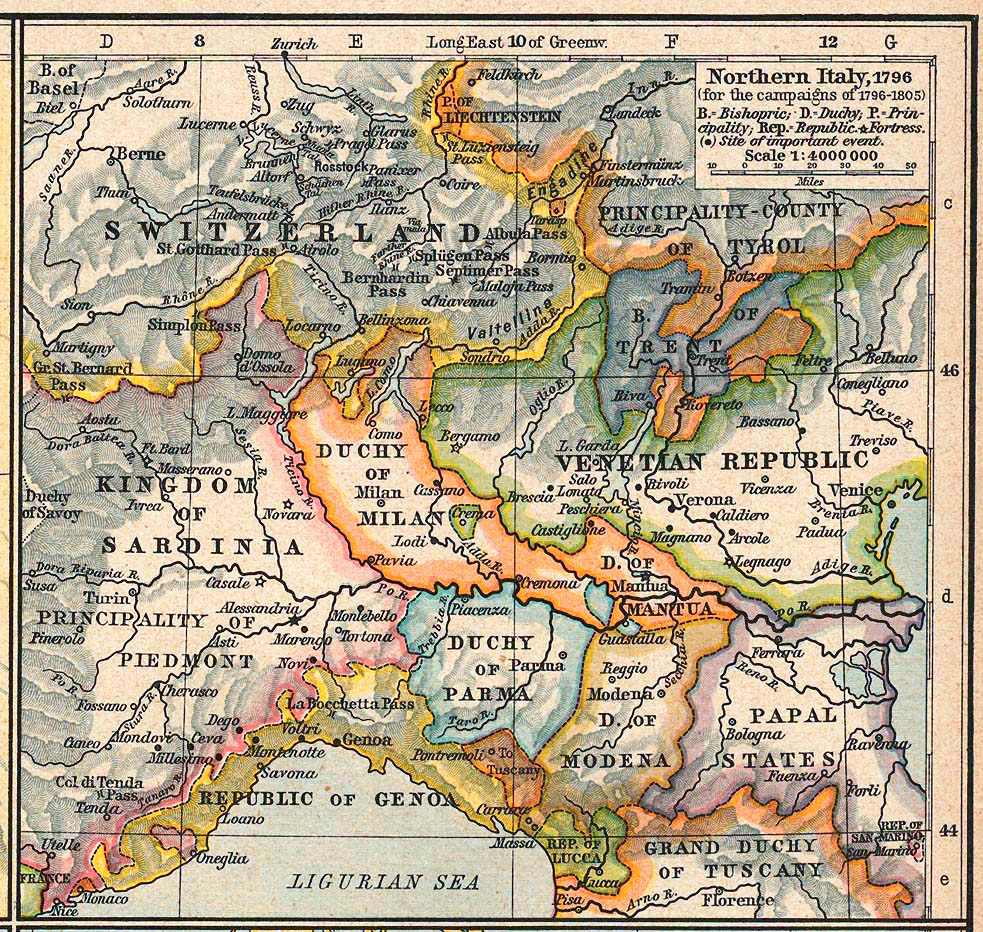
Mapa severní Itálie roku 1796

Po Franceskově smrti roku 1535 (bez legitimního dědice) znovu vyvstala otázka nástupnictví. Milánské vévodství si nárokoval jak francouzský král, tak římsko-německý císař. Milán měl však pod kontrolou císař Karel V., který nakonec novým vévodou učinil svého syna Filipa. Moc španělské koruny nad Milánem byla nakonec uznána i Francií dohodou z Cateau-Cambrésis roku 1559.
Milánské vévodství zůstalo ve španělských rukách až do počátku 18. století, kdy vypukly války o dědictví španělské a oblast Milána byla dobyta Rakouskem. Smlouva z Bádenu, kterou skončila válka roku 1714, připojila Milánsko k Rakousku. Pod rakouskou nadvládou zůstalo vévodství až do roku 1796, kdy ho opět obsadila francouzská armáda pod velením tehdejšího generála Napoleona Bonaparta.
Smlouvou z Campo Formia roku 1797 se Rakousko vévodství milánského vzdalo a Napoleon z něj vytvořil centrální část nové Cisalpinské republiky. Poté, co se sám prohlásil francouzským císařem, přetvořil Napoleon tuto republiku na první Italské království.
Po Napoleononově porážce rozhodl 9. června 1815 Vídeňský kongres, že Milánské vévodství již nebude obnoveno, a jeho území se stane součástí Království lombardsko-benátského pod nadvládou Rakouska. Království lombardsko-benátské poté existovalo až do roku 1866, kdy jeho území bylo přivtěleno do nově vzniklého Italského království.

## Symbolika

znak:
1395–1535 (Viscontiové, poté Sforzové)
1580–1700 (Španělští Habsburkové)
1707–1796 (Habsbursko-lotrinští)

vlajka:
1395–1499 (Viscontiové, poté Sforzové)
1395–1797 Vexillum publicum (státní vlajka Milána)
1499–1526 (nadvláda Francie)
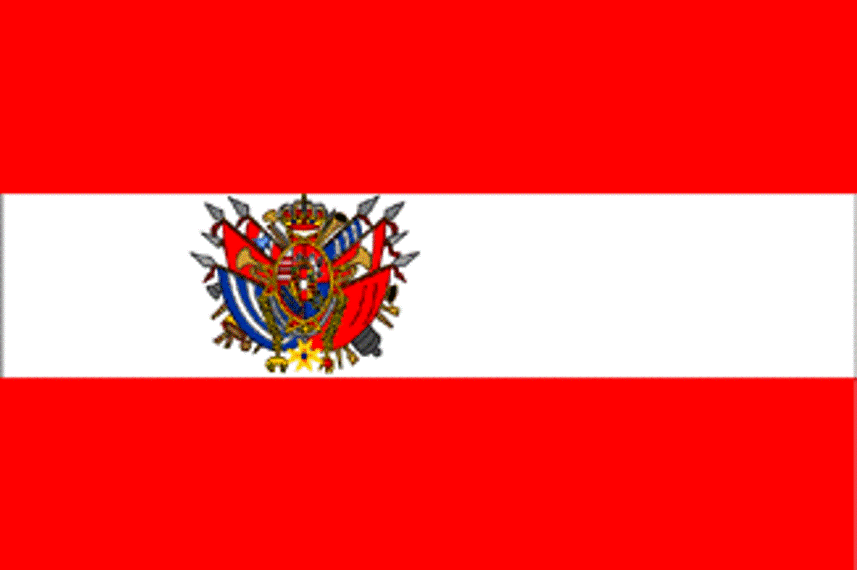
1714–1796 (Habsbursko-lotrinští)

erby milánských vévodů:
Viscontiové, poté Sforzové (1395–1535)
Valois-Orléans (Ludvík XII.) Valois-Angoulême (František I.)
Španělští Habsburkové (1580–1700, Filip II.)
Bourbon-Anjouové (Filip V.)
Habsbursko-lotrinští (1707–1796)

## Galerie

Mapa panství Viscontiů ve 14. století
Milánské vévodství na počátku 15. století
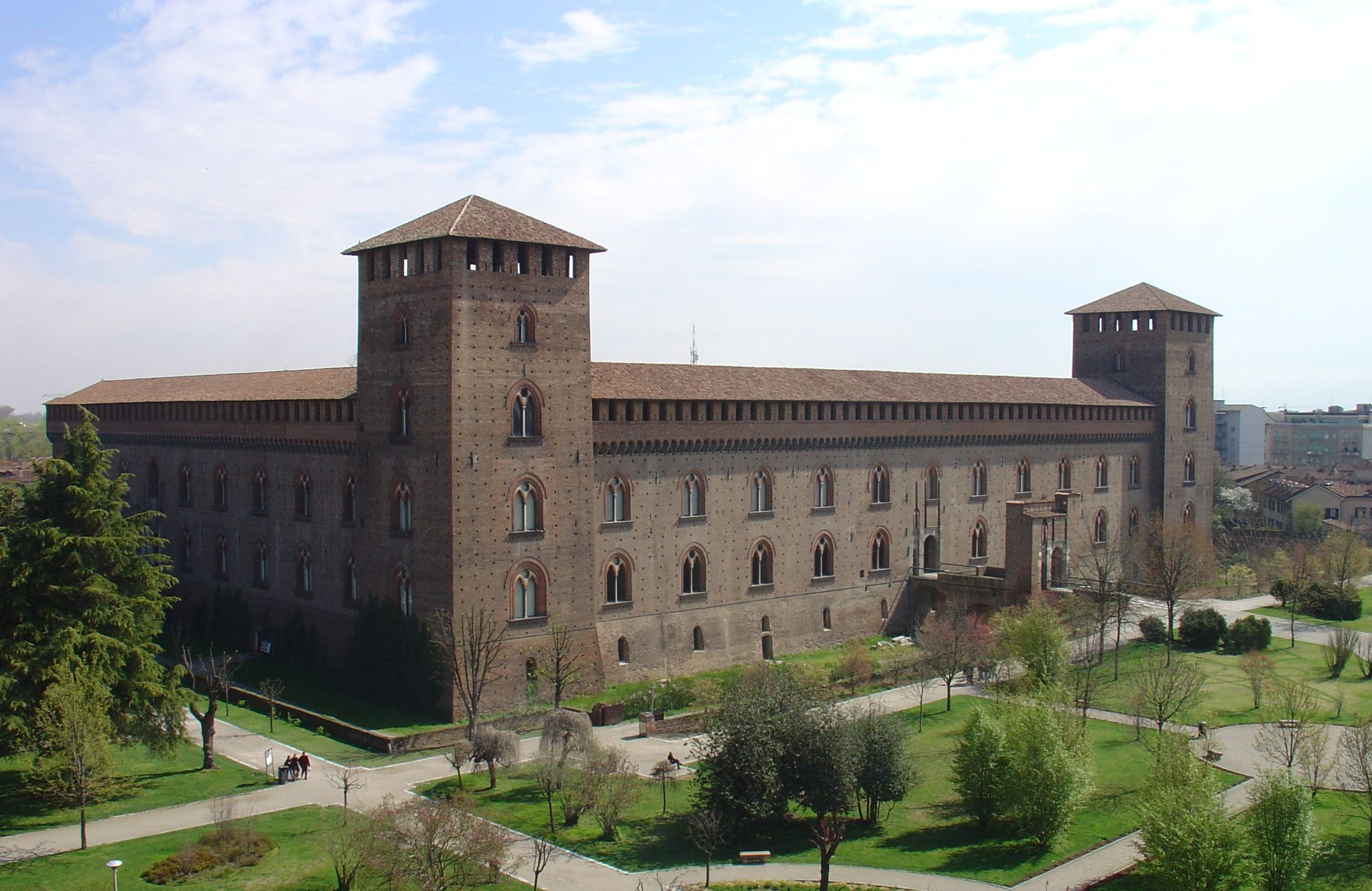
Viscontijský hrad v Pavii
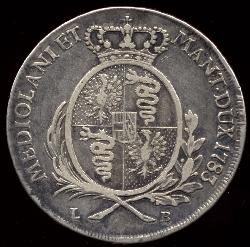
Stříbrný milánský tolar, 1783